# Уиздом, Андре
Андре́ Александе́р Шаки́л Уи́здом (англ. Andre Alexander Shaquille Wisdom; 9 мая 1993, Лидс) — английский футболист, защитник.

## Клубная карьера
Первыми талант молодого Уиздома увидели скауты «Брэдфорд Сити»; вскоре его захотели приобрести крупные клубы. В январе 2008 года 14-летний Андре перешёл в «Ливерпуль». Сумма отступных, которую выплатил мерсисайдский клуб, осталась в секрете. Тренер молодёжки «Ливерпуля» Гари Аблетт незамедлительно включил молодого игрока в заявку на сезон. Постоянно же Уиздом защищал цвета молодёжной команды (до 18 лет). В 2009 году Уиздом сыграл важную роль в выходе команды в финал Молодёжного кубка Англии, где «красные» уступили «Арсеналу».

Новый тренер «Ливерпуля» Рой Ходжсон в сезоне 2010/11 заметил Уиздома в молодёжной команде, и настоял на том, чтобы ему был присвоен 47-й номер первой команды. Желая доказать правильность решения главного тренера, Уиздом отлично провел юбилейный матч Джейми Каррагера, а потом был включен в заявку на кубковую игру против «Нортгемптона». В конце сезона 2010/11 он был включен в заявку клуба на матч против «Астон Виллы», но опять остался на скамейке. В июле 2011 года Уиздом продлил свой контракт с «красными». После подписания нового контракта Андре сказал: 
Я рад подписать новый контракт и надеюсь, что буду и дальше прогрессировать здесь. Я все еще молод, и продолжаю учиться, и надеюсь, что ежедневная работа с великолепными игроками принесет свои плоды, ведь я учусь у лучших.
20 сентября 2012 года вышел в основном составе против «Янг Бойз» в 1 туре группового этапа Лиги Европы УЕФА и забил гол. 9 января 2013 года подписал новый долгосрочный контракт с «красными» на улучшенных условиях.
Сезон 2014/15 провёл в «Вест Бромвиче» на правах аренды.

## Карьера в сборной
В 2010 году молодой англичанин стал победителем чемпионата Европы среди юношеских команд, где забил гол в финале между Англией и Испанией (итоговый счёт — 2:1). В сентябре того же года Уиздом играл за сборную Англии до 19 лет на позиции полузащитника.